# Cofradía de La Piedad (Isla de La Palma)

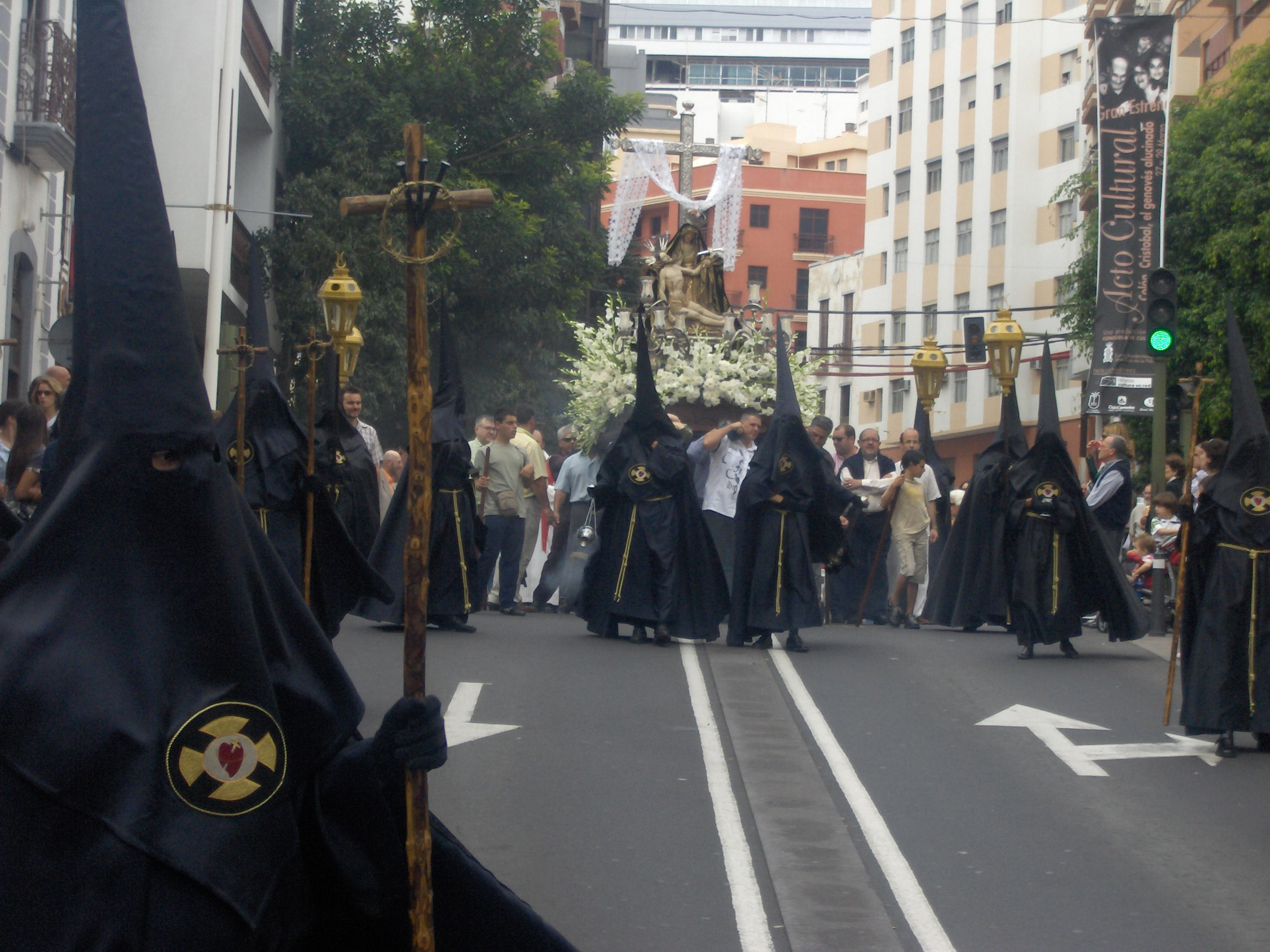
La cofradía de la piedad en la procesión del Viernes Santo acompañando a su imagen titular, Nuestra Señora de La Piedad

La cofradía penitencial Nuestra Señora de La Piedad pertenece a la parroquia de San Francisco de Asís, en la isla de La Palma (Canarias), más concretamente a la ermita del Hospital de Los Dolores donde se encuentra su imagen titular “Nuestra Señora de La Piedad”.
- Fundada en el año 2003, la cofradía Nuestra Señora de La Piedad está formada exclusivamente por varones, 50 integrantes aproximadamente, siendo la cofradía más joven de toda la isla ya que su media de edad son los 20 años.
- Procesionan por las calles palmeras el Viernes Santo:
  - A la una de la tarde desde el Hospital de Dolores junto a la imagen de Nuestra Señora de La Piedad y la banda de San Miguel de S/C de La Palma recorren las calles palmeras conmemorando el descendimiento de Jesucristo en la Cruz.
  - A las seis de la tarde desde la parroquia de San Francisco salen junto la cofradía de Nuestro Señor del Huerto y la imagen de La Magdalena y la Santa Cruz para unirse a la Magna procesión del Santo Entierro

## Historia de la cofradía
- La Cofradía emprende su andadura  como proyecto en el año 2002, a través de un grupo de jóvenes de la Parroquia de S. Francisco de Asís encabezado por David Hernández, Facundo Daranas Aguilar y Carlos Castañeda Fernández.

- En el año 2003 queda oficialmente fundada la cofradía. El nombre elegido fue Nuestra Señora de La Piedad, siendo adscrita a la Ermita del Hospital de Dolores perteneciente a la Parroquia de S. Francisco de Asís.

- Fueron veintitrés jóvenes los que procesionaron por primera vez el Viernes Santo de ese año por las calles adoquinadas de Santa Cruz de La Palma acompañando a la preciosa talla flamenca de Nuestra Señora de La Piedad.
- Con el paso de los años la cofradía se ha ido consolidando y su número de integrantes ha ido creciendo considerablemente.

- En el año 2007 celebraron su quinto aniversario.

## Hábito
- El hábito de La cofradía está compuesto por los siguientes elementos:
  - Capuchón negro con el emblema (Un corazón atravesado por un puñal y rodeado por una corona de espinas) situado en la parte inferior
  - Hábito negro
  - Cíngulo de color dorado
  - Medalla de la cofradía

## Enlaces relacionados
- Página oficial de la Cofradía de La Piedad

- Datos: Q5776219